# Häxprocessen i Orsa
Häxprocessen i Orsa ägde rum i Orsa under det stora oväsendet 1669-1671. Den var indelad i två faser, under 1669 och 1671; den första behandlades av tinget, och den andra av trolldomskommissionen. 63 personer åtalades, av vilka nio eller tio dömdes till döden, och sex slutligen avrättades i januari 1671. 

## Historik
Efter den stora häxprocessen i Mora 1669 spred sig ryktet i Dalarnas bygder om att häxor förde bort barn till Blåkulla. Oroliga föräldrar kontaktade myndigheterna och krävde att utpekade misstänkta skulle förhöras, vilket ledde till att häxprocesser uppkom i Orsa, Rättvik, Leksand, Lima och Stora Tuna de följande åren.
I december 1669 åtalades 63 personer för trolldom inför tinget i Orsa. De anklagades för att ha fört barn till Blåkulla. 48 vuxna personer förhördes, och omkring 150 barn. Länsman Erik Hansson förhörde de anklagade genom tortyr. Detta var rättsligt sett inte tillåtet utan tycks ha ägt rum på Hanssons eget initiativ. Hansson var personligen involverad i fallet, då flera av hans egna barnbarn påstod sig vara häxornas offer. 
Många av de anklagade erkände sig skyldiga till anklagelsen att ha fört barn till Blåkulla. Många av de som erkänt sig skyldiga, förklarade för rätten att de hade förstått att de var skyldiga först efter att ha utsatts för tortyr. Detta betraktades som ett problem av rätten, som ifrågasatte om en bekännelse som avgetts enbart på grund av tortyr borde anses gälla. Fem av de åtalade (alla kvinnor) dömdes till döden. Av dessa erkände fyra sig skyldiga. 
I januari 1671 återupptogs häxprocessen i Orsa då anklagelserna som dömts i tinget nu skulle behandlas av trolldomskommissionen. Rannsakningen i Orsa varade i tio dagar. Rannsakningen tog dock upp även mål utanför Orsa. Nio eller tio personer dömdes till döden i Orsa. Av dessa blev sex slutligen avrättade. Avrättningen ägde rum genom halshuggning och bränning i slutet av januari 1671. 
En av de dömda, Hustru Brita från Hansjö, fick sin avrättning uppskjuten på grund av graviditet. Efter att hon fött sitt barn hörde hon sig för om när hennes avrättning skulle ske. Hennes fall tycks dock inte ha tagits upp igen. Hon avled av naturliga orsaker 1674. 
Rättsprotokollen från häxprocessen i Orsa uppfattades länge som försvunna, och därför var de personer som dömdes för trolldom i Orsa länge okända. Protokollen återfanns dock under 2000-talet felsorterade i Västmanlands och Medåkers församlings kyrkoarkiv.